# Hans Burmann Sánchez
Hans Burmann Sánchez (Bad Honnef, Alemanya, 9 d'agost de 1937) és un director de fotografia espanyol d'origen alemany, que ha participat en nombroses pel·lícules i sèries de televisió. Fill i germà respectivament dels escenògrafs i directors artístics Sigfrido i Wolfgang Burmann. Es va iniciar en el cinema al País Basc el 1953 i va treballar des d'assistent de càmera al segon cinematògraf (1960) fins al cap de càmera (1970). Ha estat candidat sovint al Goya a la millor fotografia.

## Filmografia
| - Todo es silencio, de José Luis Cuerda (2012). - El cuerno de la abundancia, de Juan Carlos Tabío (2008). - Los girasoles ciegos, de José Luis Cuerda (2008). - El prado de las estrellas, de Mario Camus (2007). - Lola, la película, de Miguel Hermoso (2007). - La educación de las hadas, de José Luis Cuerda (2006). - Perder es cuestión de método, de Sergio Cabrera (2005). - Pasos, de Federico Luppi (2005). - Trileros,d'Antonio del Real (2004). - El úlitmo tren, de Diego Arsuaga (2002). - Clara y Elena, de Manuel Iborra (2001). - Visionarios, de Manuel Gutiérrez Aragón (2001). - Besos para todos, de Jaime Chávarri (2000). - Gitano, de Manuel Palacios (2000). - Lista de espera, de Juan Carlos Tabio (2000). - Año mariano, de Karra Elejalde i Fernando Guillén Cuervo (2000). - París-Tombuctú, de Luis García Berlanga (1999). - Novios, de Joaquín Oristrell (1999). - El grito en el cielo, de Félix Sabroso i Dunia Ayaso (1998). - Nada en la nevera, d'Álvaro Fernández Armero (1998). - Abre los ojos, d'Alejandro Amenábar (1997). - El tiempo de la felicidad, de Manuel Iborra (1997). - Siempre hay un camino a la derecha, de Jose Luis García Sánchez (1997). - Tesis, d'Alejandro Amenábar (1996). - Africa, d'Alfonso Ungría (1996). - Las cosas del querer 2, de Jaime Chávarri (1995). - El niño invisible, de Rafael Monleón (1995). - Guantanamera. de Tomás Gutiérrez Alea i Juan Carlos Tabio (1995). - Siete mil días juntos, de Fernando Fernán Gómez (1994). - Los náufragos, de Miguel Littin (1994). - Amnesia, de Gonzalo Justiniano (1994). - ¿Por qué lo llaman amor cuando quieren decir sexo?, de Manuel Gómez Pereira (1993). - La marrana, de José Luis Cuerda (1992). - El rey pasmado, d'Imanol Uribe (1991). - Sandino, de Miguel Littín (1991). - La huella del crimen 2 (Televisió) (1991). | - La sombra del ciprés es alargada, de Luis Alcoriza (1990). - Las cosas del querer, de Jaime Chávarri (1989). - El tesoro, d'Antonio Mercero (1989). - Guarapo, de Teodoro Rios i Santiago Rios (1989). - Lorca, muerte de un poeta (Televisió), de Juan Antonio Bardem (1987). - La rusa, de Mario Camus (1987). - Werther, de Pilar Miró (1986). - La vieja música, de Mario Camus (1985). - La Jaula, de Giuseppe Patroni Griffi (1985). - Los santos inocentes, de Mario Camus (1984). - El pico, de Eloy de la Iglesia (1983). - Bearn o La sala de las muñecas, de Jaime Chávarri (1983). - La colmena, de Mario Camus (1982). - Jugando con la muerte, de Jose Antonio de la Loma (1982). - Colegas, d'Eloy de la Iglesia (1982). - Carrera Salvaje, d'Antonio Margheriti (1981) - Viva la clase media, de José María González-Sinde (1980). - El poderoso influjo de la luna, d'Antonio del Real (1980). - El crimen de Cuenca, de Pilar Miró (1980). - La invasión de los zombies atómicos, de Umberto Lenzi (1980). - La miel, de Pedro Masó (1979). - Los bingueros, de Mariano Ozores (1979). - Avisa a Curro Jiménez, de Rafael Romero Marchent (1978). - Los días del pasado, de Mario Camus (1978). - Angel negro, de Tulio Demicheli (1978). - Curro Jiménez (Televisió) (1977-1978). - La petición, de Pilar Miró (1976). - Un lujo a su alcance, de Tito Fernández (1975). - Los pájaros de Baden-Baden, de Mario Camus (1975). - Los camioneros (Televisió), de Mario Camus (1973-1974). - Guapo heredero busca esposa, de Luis María Delgado (1972). - Los días de Cabirio, de Fernando Merino (1971). - No desearás al vecino del quinto, de Tito Fernández (1970). |

## Premis i candidatures
Premis Goya
| Categoria         | Any  | Pel·lícula           | Resultat |
| ----------------- | ---- | -------------------- | -------- |
| Millor fotografia | 2008 | Los girasoles ciegos | Candidat |
| Millor fotografia | 1992 | La marrana           | Candidat |
| Millor fotografia | 1991 | El rey pasmado       | Candidat |
| Millor fotografia | 1987 | La rusa              | Candidat |
| Millor fotografia | 1986 | Werther              | Candidat |